# بطولة تونس لكرة السلة للرجال 2017–18
بطولة تونس لكرة السلة للرجال 2017–18 هو الموسم رقم 63 من بطولة تونس لكرة السلة للرجال.

فاز بهذا الموسم النجم الرياضي الرادسي.

## روابط خارجية
- الموقع الرسمي للجامعة التونسية لكرة السلة.